# シャスヌイユ＝デュ＝ポワトゥー
シャスヌイユ＝デュ＝ポワトゥー （Chasseneuil-du-Poitou）は、フランス、ヌーヴェル＝アキテーヌ地域圏、ヴィエンヌ県のコミューン。
シャスヌイユ＝デュ＝ポワトゥーには、レジャーパークであるフュテュロスコープ（fr）の南側（全体面積の約半分）とテクノポールが含まれている。

## 地理
クラン川（ヴィエンヌ川右岸に合流する支流）がコミューン内を流れる。

## 由来
地名は828年にCasonogiloであったことが証明されている。Chasseneuilという名称はガリア語でオークを意味するcassanosからきている。cassanosに、一掃することを意味する-ialoという接尾辞が続いた。それはすなわち『除去されたオーク』となる。

## 歴史

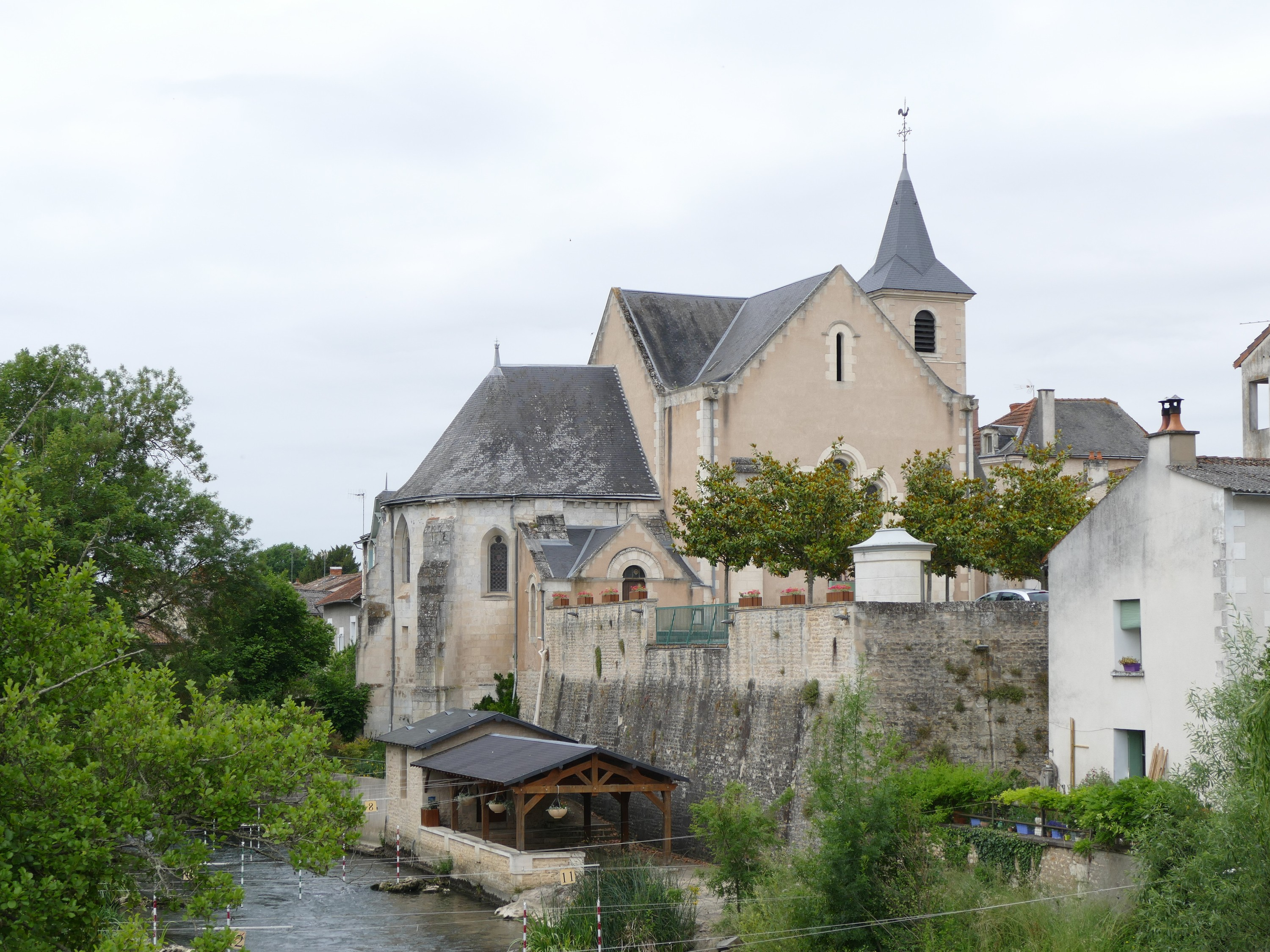
サン・クレマン教会

ルイ敬虔王はvilla Cassinogilumで誕生した。ほとんどの歴史家がこのvilla Cassinogilumとシャスヌイユを同一視している。彼の父親シャルルマーニュが行ったスペイン遠征の期間、778年4月16日木曜日に誕生したとする。彼の母親イルドガルド・ド・ヴァンツゴーは、復活祭の祝祭の間にvilla Cassinogilumにおいてルイとロタールの双生児を出産したが、ロタールは生まれて間もなく亡くなった。シャルルマーニュの唯一生き残った息子として、ルイは帝国の後継者となった。彼は840年6月20日、インゲルハイム・アム・ライン近くのライン川上の島で亡くなった。
1848年のフランス革命後、自由の木がオサニエールの十字架と向い合せにして植えられたが、今はなくなっている。

## 人口統計
2015年時点のコミューン人口は4732人であり、2010年の人口と比較すると5.34%増加している。
| 1962年 | 1968年 | 1975年 | 1982年 | 1990年 | 1999年 | 2006年 | 2015年 |
| ------ | ------ | ------ | ------ | ------ | ------ | ------ | ------ |
| 1869   | 2144   | 2332   | 2888   | 3002   | 3845   | 4425   | 4732   |

参照元:1962年から1999年までは複数コミューンに住所登録をする者の重複分を除いたもの。それ以降は当該コミューンの人口統計によるもの。1999年までEHESS/Cassini、2006年以降INSEE